# Enrique Krauze

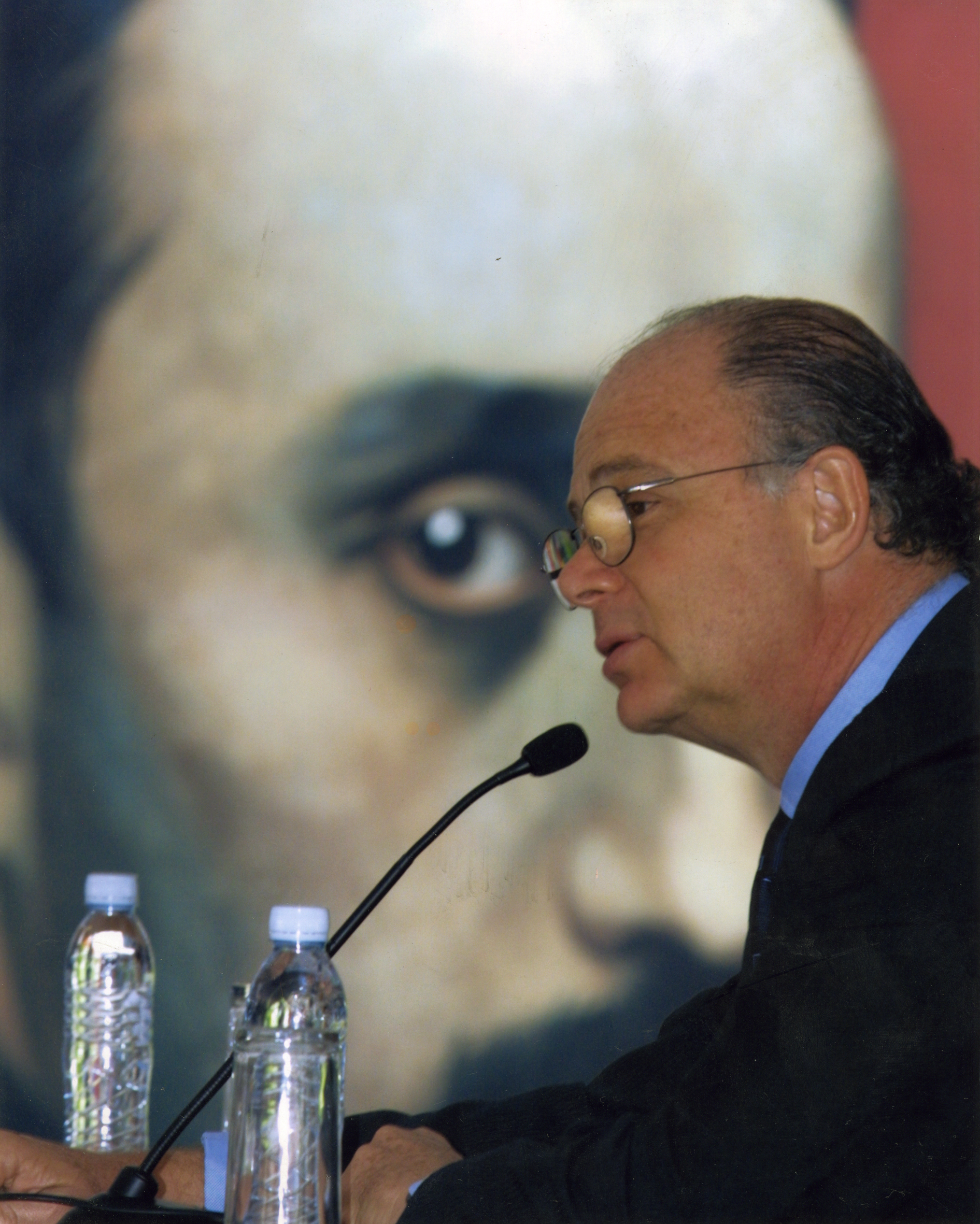
Enrique Krauze

Enrique Krauze Kleinbort (Mexico-Stad, 16 september 1947) is een Mexicaans historicus en essayist. Krauze is een van Mexico's meest vooraanstaande intellectuelen.
Krauze was een zoon van Poolse ouders. Hij studeerde industriële techniek aan de Nationale Autonome Universiteit van Mexico (UNAM) en behaalde een doctoraat in de geschiedenis aan het Colegio de México. Gedurende twintig jaar werkte hij met Octavio Paz aan het tijdschrift Vuelta en sinds 1989 bekleedt hij een leerstoel in geschiedenis aan de Academia Mexicana de la Historia. Bekende werken van zijn naam zijn Siglo de caudillos, La presidencia imperial (1997) en de Biografía del poder (Biografie van de Macht, 1987), dat is uitgegroeid tot standaardwerk. Hij produceerde bovendien de historische televisieseries Mexico Siglo XX en Mexico Nuevo Siglo. Zowel nationaal als internationaal heeft hij verschillende onderscheidingen gehaald.
Krauze is voorzitter van de uitgeverij Clío en van het tijdschrift Letras Libres en zit in het bestuur van het Cervantesinstituut.
Politiek gezien beschouwt Krauze zichzelf als een liberaal, maar heeft ook verklaard niet negatief te staan ten opzichte van het neoconservatisme. Hij is een verklaard tegenstander van de controversiële linkse politicus Andrés Manuel López Obrador en van de Venezolaanse president Hugo Chávez en is lid van het Comité over het Huidige Gevaar (Committee on the Present Danger), een neoconservatisme denktank uit de Verenigde Staten. Krauze heeft verder verklaard voorstander te zijn van de Noord-Amerikaanse Vrijhandelsovereenkomst (NAFTA) en het privatiseren van overheidsbedrijven. Hij heeft president Carlos Salinas, die het meest geassocieerd wordt met deze hervormingen, weliswaar verweten autoritair en eigenrechtig te werk zijn gegaan, maar gaf wel aan dat in zijn ogen Salinas' maatregelen noodzakelijk waren.
Krauze staat bekend als criticus van de nog altijd populaire 'officiële' zwart-witgeschiedenis, maar tegenstanders beschuldigen hem er wel van vaak partij voor de zittende regering te kiezen. Een ander punt van kritiek is dat zijn historische werk de afgelopen jaren van lagere kwaliteit is dan zijn oudere werk en dat hij zich tegenwoordig meer met politiek dan met geschiedenis bezighoudt.
In 2005 en 2008 noemde het tijdschrift Foreign Policy Krauze een van 's werelds honderd meest vooraanstaande intellectuelen.
- Bibsys: 90303004
- Biblioteca Nacional de España: XX989896
- Bibliothèque nationale de France: cb12107450z (data)
- Catàleg d'autoritats de noms i títols de Catalunya: 981058512899806706
- CiNii: DA10164627
- Gemeinsame Normdatei: 121491056
- International Standard Name Identifier: 0000 0001 0938 0810
- Library of Congress Control Number: n79003628
- Bibliotheek van het Japanse parlement: 00994178
- Nationale Bibliotheek van Tsjechië: jo2012688063
- Nationale Bibliotheek van Israël: 987007264173105171
- Nederlandse Thesaurus van Auteursnamen: 07108441X
- Réseau des bibliothèques de Suisse occidentale: 02-A003473268
- Système universitaire de documentation: 029449596
- Trove: 1145158
- Virtual International Authority File: 115156405
- WorldCat: E39PBJcC4dC9xmqBX8wVHwcF8C